# Cytokinine

Het cytokinine zeatine

Cytokinines zijn een groep celdelingshormonen bij planten, maar zijn ook van invloed op de celgroei en celdifferentiatie. Ze worden in de worteltoppen gevormd. Cytokinines bevorderen de groei van de zijscheuten en dus de doorbreking van de apicale dominantie. Voorts gaan deze hormonen de veroudering van de plant tegen. Omdat ze alleen in de wortel worden geproduceerd, veroudert een afgesneden plantendeel voortijdig.
Enkele voorbeelden van cytokinines:
- kinetine
- zeatine
- dihydrozeatine
- isopentenyladenine

De biosynthese van cytokinines gaat uit van isopentenylpyrofosfaat en ATP of ADP onder invloed van cytokininesynthase of isopentenyltransferase. Hierbij wordt de transfer van de isopentenylgroep van isopentenylpyrofosfaat naar de aminogroep van ATP of ADP bewerkstelligd tot vorming van isopentenyladenosinemonofosfaat, wat een voorloper is van onder andere zeatine.